# Kefalás (La Canée)
Kefalás, en grec moderne : Κεφαλάς, est un village du dème d'Apokóronas, dans le district régional de La Canée, de la Crète, en Grèce. Selon le recensement de 2011, la population de Kefalás compte 303 habitants.
Le village est situé à une altitude de 282 mètres.